# Ján Čarnogurský

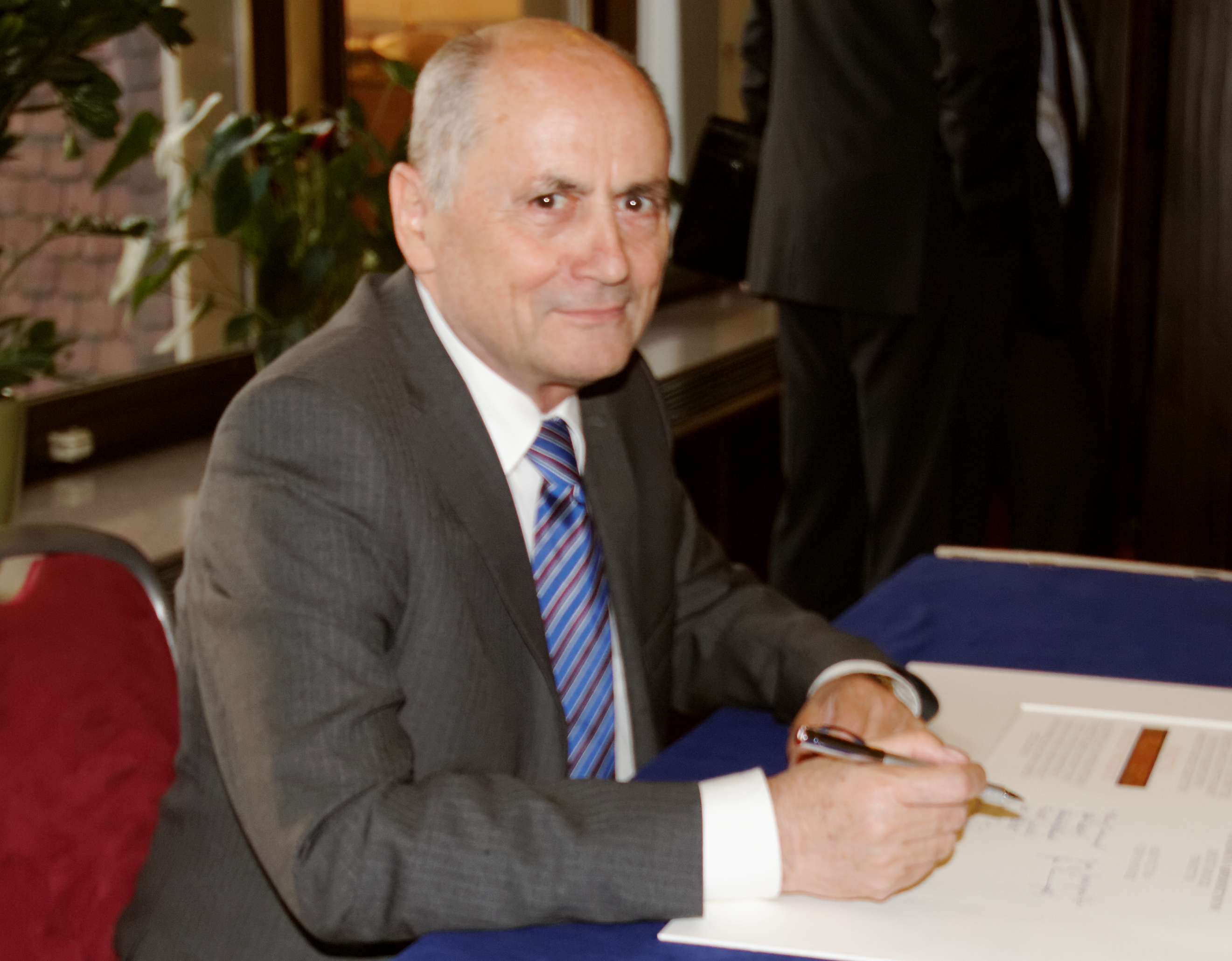
Ján Čarnogurský (2013)

Ján Čarnogurský (ur. 1 stycznia 1944 w Bratysławie) – słowacki polityk, adwokat, dysydent, działacz opozycji demokratycznej przed 1989, premier Republiki Słowackiej w obrębie Czechosłowacji (1991–1992).

## Życiorys

### Wykształcenie
W 1969 ukończył studia prawnicze na Uniwersytecie Karola w Pradze. W 1970 zaczął praktykować jako adwokat. W 1971 uzyskał tytuł iuris utriusque doctor (na Uniwersytecie Komeńskiego w Bratysławie).

### Działalność opozycyjna przed 1989
W połowie lat 70. odbył wizytę do Polski, w trakcie której spotkał się z działaczami Klubu Inteligencji Katolickiej. Został objęty nadzorem ze strony czechosłowackiej służby bezpieczeństwa, a w 1976 po raz pierwszy go przesłuchano. Działał jako obrońca słowackich sygnatariuszy Karty 77 (opozycyjnego ugrupowania zakładanego m.in. przez Václava Havla). W konsekwencji w 1981 usunięto go z izby adwokackiej. Pracował jako kierowca, następnie doradca prawny, od 1987 pozostawał bezrobotny.
W latach 80. wydawał niezależne czasopismo „Náboženstvo a Súčasnosť” („Religia i Współczesność”), pisał także dla słowackich periodyków emigracyjnych (w tym monachijskiego „Horizonte”), jego teksty odczytywano m.in. w Radiu Wolna Europa. Współpracował z opozycjonistami, udzielał im pomocy prawnej, spotykał się z czeskimi i polskimi dysydentami. W 1987 został członkiem jawnego Kręgu Przyjaciół Ruchu Solidarność Polsko-Czesko-Słowacka. W 1988 i 1989 uczestniczył w spotkaniach opozycjonistów na granicy polsko-czechosłowackiej.
25 marca 1988 (obok Františka Mikloška) był głównym organizatorem tzw. świeczkowej demonstracji. W manifestacji wzięło udział około 8–10 tys. uczestników, zaopatrzonych w świece, domagających się większej swobody religijnej i przestrzegania praw człowieka. Zgromadzenie zostało rozbite przez policję, a czołowi działacze opozycji, w tym Ján Čarnogurský tego samego dnia tymczasowo aresztowani.
Ján Čarnogurský podpisywał w tym okresie najważniejsze opozycyjne odezwy, brał udział w działaniach Komitetu Helsińskiego. Organizował spotkanie przy mogile Milana Rastislava Štefánika w 80. rocznicę jego śmierci.
15 sierpnia 1989 został ponownie zatrzymany, oskarżono go m.in. o wzywanie do uczczenia ofiar inwazji na Czechosłowację i wydawanie nielegalnego pisma. Został tymczasowo aresztowany i sądzony w procesie tzw. bratysławskiej piątki. Apele o uwolnienie tej grupy podpisali m.in. Ján Chryzostom Korec i Alexander Dubček. Proces ten wywołał też reakcję państw zachodnich. We wrześniu tego samego roku na Zgromadzeniu Ogólnym ONZ sprawę tę zgłaszał sekretarz stanu USA James Baker. W jednej z kilku demonstracji domagających się zwolnienia represjonowanych wzięło udział około pięciu tysięcy osób.

### Działalność po aksamitnej rewolucji
Tymczasowe aresztowanie uchylono mu w listopadzie 1989. W grudniu tego samego roku, po wydarzeniach aksamitnej rewolucji, wszedł w skład czechosłowackiego rządu pod przywództwem Mariána Čalfy jako pierwszy wicepremier.
W 1990 założył i stanął na czele Ruchu Chrześcijańsko-Demokratycznego. W czerwcu tego samego roku został wicepremierem rządu słowackiego. Od kwietnia 1991 do lipca 1992 sprawował urząd premiera Słowacji. W latach 1992–1998 wykonywał mandat posła do słowackiego parlamentu. W okresie 1993–1995 pełnił funkcję wiceprzewodniczącego Zgromadzenia Parlamentarnego Organizacji Bezpieczeństwa i Współpracy w Europie.
Od 30 października 1998 do 15 października 2002 zajmował stanowisko ministra sprawiedliwości w pierwszym gabinecie Mikuláša Dzurindy. W 2000 ustąpił z funkcji przewodniczącego KDH (zastąpił go Pavol Hrušovský), w 2002 zrezygnował z działalności politycznej, powracając do praktyki adwokackiej. W 2010 został przewodniczącym Komitetu Doradczego Europejskiej Sieci Pamięć i Solidarność.
W 2014 kandydował bez powodzenia jako kandydat niezależny w wyborach prezydenckich, otrzymując około 12 tys. głosów (0,6%).

## Odznaczenia
W 2008 za wybitne zasługi w rozwijaniu polsko-słowackiej współpracy, za działalność na rzecz przemian demokratycznych w Europie Środkowej został odznaczony Krzyżem Wielkim Orderu Zasługi Rzeczypospolitej Polskiej.